# 兰巴耶克文化
兰巴耶克文化（英語：Sican culture），印加文明之前的南美文化代表，约公元750年左右于今秘鲁北部沿海兰巴耶克大区出现，约公元1350年结束。由于发展的差异，分早、中和晚三个时期。
- 早期（公元750年—公元900年）。考古证明，兰巴耶克文化由莫切文化发展而来，人们在此进行祭祀和贸易活动，出土堇青石、黄金、贝类揭示，兰巴耶克文化于这一时期与周围其他文化进行广泛而且繁荣的交往。
- 中期（公元900年—公元1100年）。巴丹格兰德成为政治和宗教中心。巴丹格兰德有许多工匠。这里已发现大量饰有黄金与白银的面具和翡翠，珍珠等文物。从墓葬发掘表明，此时制陶业得到蓬勃发展，以黑色为其代表。它们被广泛用于贸易。
- 晚期（公元1100年—公元1375年），约公元1100年前后，兰巴耶克人因持续30年的干旱而不断迁移。巴丹格兰德被废弃和烧毁。土库美为新的文化中心。考古学家在此发现了黄金饰品与刀具。
- 土库美

考古已在土库美发现26座金字塔。通过研究，它们主要用于礼仪和宗教活动。

## 扩展阅读
- Sharpe, Colleen. Ancient Peru Unearthed: Golden Treasures of a Lost Civilization. Calgary: Nickle Arts Museum, 2006. ISBN 0889533067.
- Hoyle, Rafael Larco. Peru. New York: The World Publishing Company, 1966.